# جملة اسمية مختصرة
الجملة الاسمية المختصرة هي الجملة في تعريف النحاة هي الكلام الذي يترتب من كلمتين أو أكثر وله معنى مفيد مستقل.

## الجملة الاسمية
الجملة العربية لها نوعان هما ؛ جملة اسمية وجملة فعلية.
وللتمييز بينهما، يوجد مقاييس هي :
إذا كانت الجملة مبدوءة باسم بدءا أصيلا فهي جملة اسمية.
فمثلا : (كان زيد قائما) ليست جملة فعلية لأنها لا تدل على حدث قام به فاعل، وإنما هي جملة اسمية دخل عليها فعل ناسخ ناقص.
[ما هي؟]
== ركنا الجملة الاسمية ==
للجملة الاسمية ركنان أساسيان، متلازمان تلازما مطلقا، حتى اعتبرهما سيبويه كأنهما كلمة واحده وهما المبتدأ والخبر. والمبتدأ هو الاسم الذي يقع في أول الجملة ، لكي نحكم عليه بحكم ما، وهذا الحكم الذي نحكم به على المبتدأ هو الذي نسميه الخبر ؛ فهو الذي يكمل الجملة مع المبتدأ ويتم معناها الرئيسي.
والمبتدأ والخبر مرفوعان.

### المبتدأ
المبتدأ لا يكون جملة، فهو كلمة واحدة دائما. وإذا رأيت مبتدأ على شكل جملة، فهي ليست مبتدأ باعتبارها جملة، بل باعتبارها كلمة واحدة. مثلا : (لا إله إلا الله خيرُ ما يقولُ مؤمنٌ).
فإن المبتدأ هنا هو (لا إله إلا الله) لا باعتبارها جملة مكونة من أجزاء، ولكن باعتبارها كلمة واحدة، فكأنك تقول : (هذه الكلمة خير ما يقول مؤمن).
لا إله إلا الله : مبتدأ مرفوع بضمة مقدرة منع من ظهورها حركة الحكاية.
خير : خبر مرفوع بالضمة الظاهرة.

### الخبر
إن الخبر هو الركن الأساسي الآخر الذي يكمل الجملة مع المبتدأ ويتمم معناها الرئيسي، وهو مرفوع.

### أنواع الخبر
1- الخبر المفرد
وهو ما ليس بجملة، ويكون جامدا أو مشتقا، مثلا : (الثريا نجمٌ)
الثريا : مبتدأ مرفوع وعلامة رفعه الضمة الظاهرة.
نجمٌ : خبر مرفوع بالضمة الظاهرة.
2- الخبر الجملة
قد يكون الخبر جملة ؛ اسمية أو فعلية، مثلا : (زيدٌ خلقُهُ كريمٌ)
زيد : مبتدأ أول مرفوع بالضمة الظاهرة.
خلقه : مبتدأ ثان مرفوع بالضمة الظاهرة، والهاء ضمير متصل مبني على الضم في محل جر بالإضافة.
كريم : خبر المبتدأ الثاني مرفوع بالضمة الظاهرة، والجملة من المبتدأ الثاني وخبره في محل رفع خبر المبتدأ الأول.
3- شبه الجملة
أي كلمة : موجود أو كائن أو مستقر دون تحديد لهيئة هذا الوجود، فنقول :
الطالب في الفصل، الصلاة مقصورة في السفر
يدل على ذلك أن الخبر إذا دل على كون خاص فلا بد من ذكره، ولا نستطيع أن نحذف هذا الخبر وإلا ضاع المعنى الذي نريده ؛ فذكر الخبر في موضع يدل على أنه موجود في الموضع الآخر، لكنه حذف لكثرة الاستعمال. وعلى هذا نقول في إعراب الأمثلة الأولى : (الطالب في الفصل)
الطالب : مبتدأ مرفوع بالضمة الظاهرة.
في الفصل : في حرف جر مبني على السكون لا محل له من الإعراب والفصل مجرور بفي وعلامة جره الكسرة الظاهرة، وشبه الجملة متعلق بمحذوف خبر في محل رفع.
تعدد الخبر
قد يكون للمبتدأ أكثر من خبر، فإذا تعددت الأخبار أعربيها أخبارا أيضا، ومنها ما يصلح أن يكون صفة للخبر الأول، ومنها ما لا يصلح إلا أن يكون خبرا، وكل ذلك متوقف على معنى الجملة، مثلا : (زيد عربي شجاع كريم)
زيد : مبتدأ مرفوع بالضمة الظاهرة.
عربي : خبر مرفوع بالضمة الظاهرة.
شجاع : خبر ثان مرفوع بالضمة الظاهرة.
كريم : خبر ثالث مرفوع بالضمة الظاهرة.
تقديم الخبر
المفروض أن الخبر يتأخر عن المبتدأ لأنه الحكم الذي نحكم به على المبتدأ ومع ذلك فقد يتقدم أو يتأخر على درجات نوجزها فيما يلي :
جواز تقديم الخبر وذلك في الغالب، مثل : قادم زيد، خالد نعم القائد.
تقديم الخبر وجوبا وذلك في مواضع أهمها :
1. أن يكون الخبر مستحقا للصدارة كأسماء الاستفهام : متى السفر ؟
2. أن يكون الخبر محصورا في المبتدأ : إنما في البيت علي.
3. أن يكون المبتدأ نكرة محضة وفي هذه الحالة لا بد أن يكون الخبر جملة أو شبه جملة : في الفصل طالب، عندك كتاب.
  1. أن يكون في المبتدأ ضمير يرجع إلى الخبر : في البيت أهله.